# Ochanomizu Joshi Daigaku

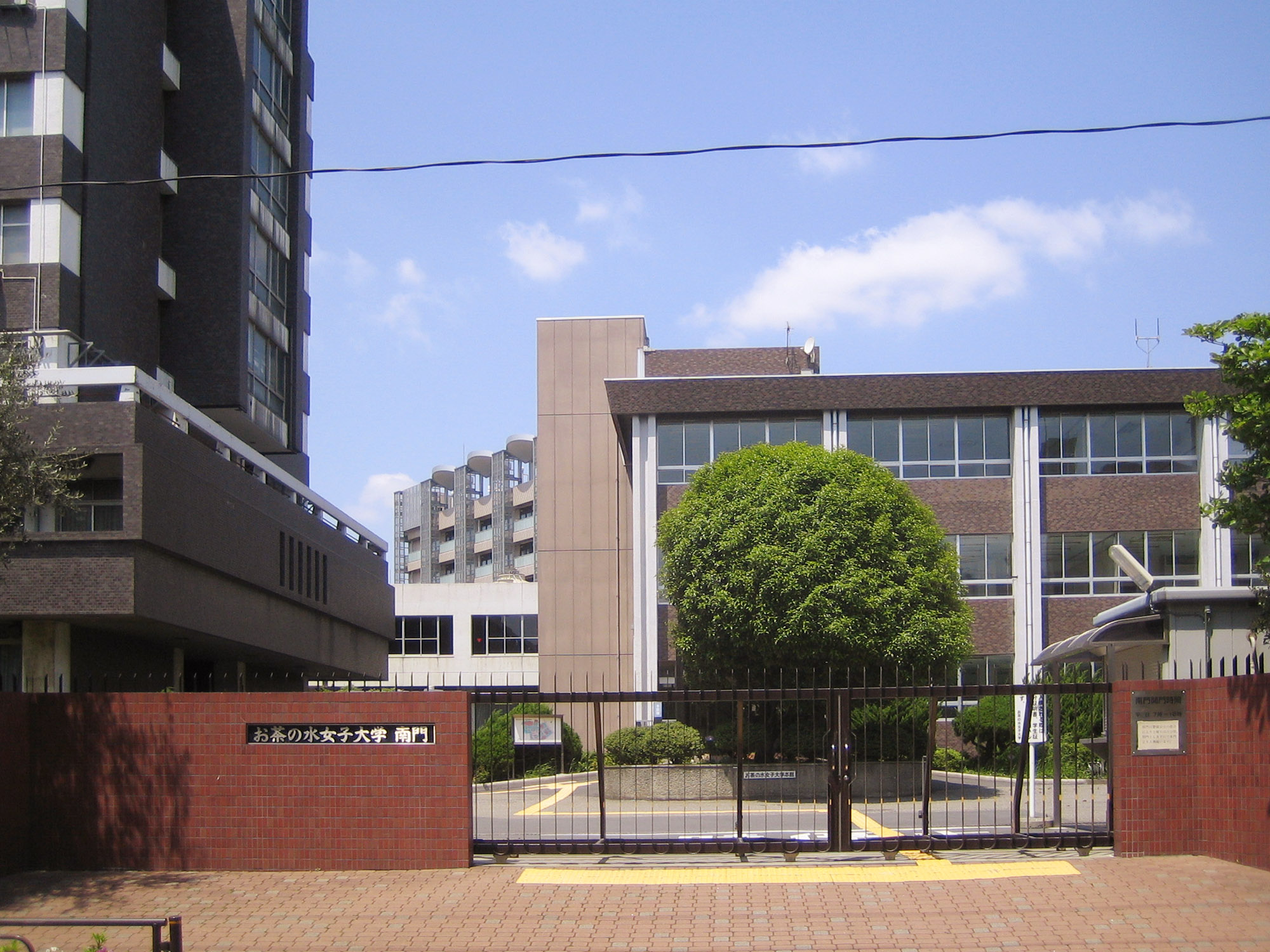
Das Südtor

Die Ochanomizu Joshi Daigaku (japanisch お茶の水女子大学, dt. Frauenuniversität Ochanomizu, engl. Ochanomizu University) ist eine japanische staatliche Universität in Bunkyō-ku, Tokio. Sie ist, neben der Nara Joshi Daigaku, eine der zwei staatlichen Frauenuniversitäten in Japan.
Der Schulname „Ochanomizu“ kommt von ihrem Gründungsort, wo sie bis 1932 sich befand (siehe Yushima Seidō). In ihrem ehemaligen Campus heute liegt die Medizinische und Zahnmedizinische Universität Tokio (東京医科歯科大学, Tōkyō ika shika daigaku).

## Geschichte
Die Universität wurde 1875 als staatliche Mädchennormalschule Tokio (東京女子師範学校, Tōkyō joshi shihan gakkō) gegründet. Sie wurde 1890 in Höhere Normalschule für Frauen umbenannt, und 1908 dann in Höhere Normalschule für Frauen Tokio (東京女子高等師範学校, Tōkyō joshi kōtō shihan gakkō). Die Höhere Normalschule für Frauen (jap. joshi kōtō shihan gakkō) war eine Bildungsanstalt, die Lehrerinnen an den Mädchennormalschulen und Mädchenmittelschulen erzog.
1923 zerstörte das Große Kantō-Erdbeben die Schulgebäude, und 1932 zog die Schule in den heutigen Campus. 1949 entwickelte die Schule sich zur Frauenuniversität Ochanomizu.

## Fakultäten
- Geisteswissenschaften und Pädagogik
- Naturwissenschaften
- Hauswirtschaftswissenschaft (jap. 生活科学部, engl. Faculty of Human Life and Environmental Sciences)

## Bekannte Absolventinnen
- Nobuko Tsuchiura (1900–1998), Architektin und Fotografin
- Wakako Hironaka (* 1934), Politikerin
- Fumi Saimon, Mangaka
- Hiromi Kawakami (* 1958), Schriftstellerin